# Somatidia ptinoides
Somatidia ptinoides là một loài bọ cánh cứng trong họ Cerambycidae.